# Brezovec Zelinski
 Brezovec Zelinski  falu Horvátországban Zágráb megyében. Közigazgatásilag Szentivánzelinához tartozik.

## Fekvése
Zágrábtól 24 km-re északkeletre, községközpontjától 7 km-re délkeletre a megye északkeleti részén az A4-es autópálya mellett fekszik.

## Története
A települést az 1630-as egyházi vizitáció említi először az alsózelinai Szent Miklós plébánia falujaként.
1857-ben 97, 1910-ben 192 lakosa volt. Trianonig Zágráb vármegye Szentivánzelinai járásához tartozott. 2001-ben 138 lakosa volt.

## Külső hivatkozások
- Szentivánzelina község hivatalos oldala
- Ivan Kalinski: Ojkonimija zelinskoga kraja. Zagreb. 1985.